# Біркенфельд (Баварія)
Біркенфельд (нім. Birkenfeld) — громада в Німеччині, знаходиться в землі Баварія. Підпорядковується адміністративному округу Нижня Франконія. Входить до складу району Майн-Шпессарт. Складова частина об'єднання громад Марктгайденфельд.
Площа — 29,15 км2. Населення становить 2180 ос. (станом на 31 грудня 2020).

## Галерея

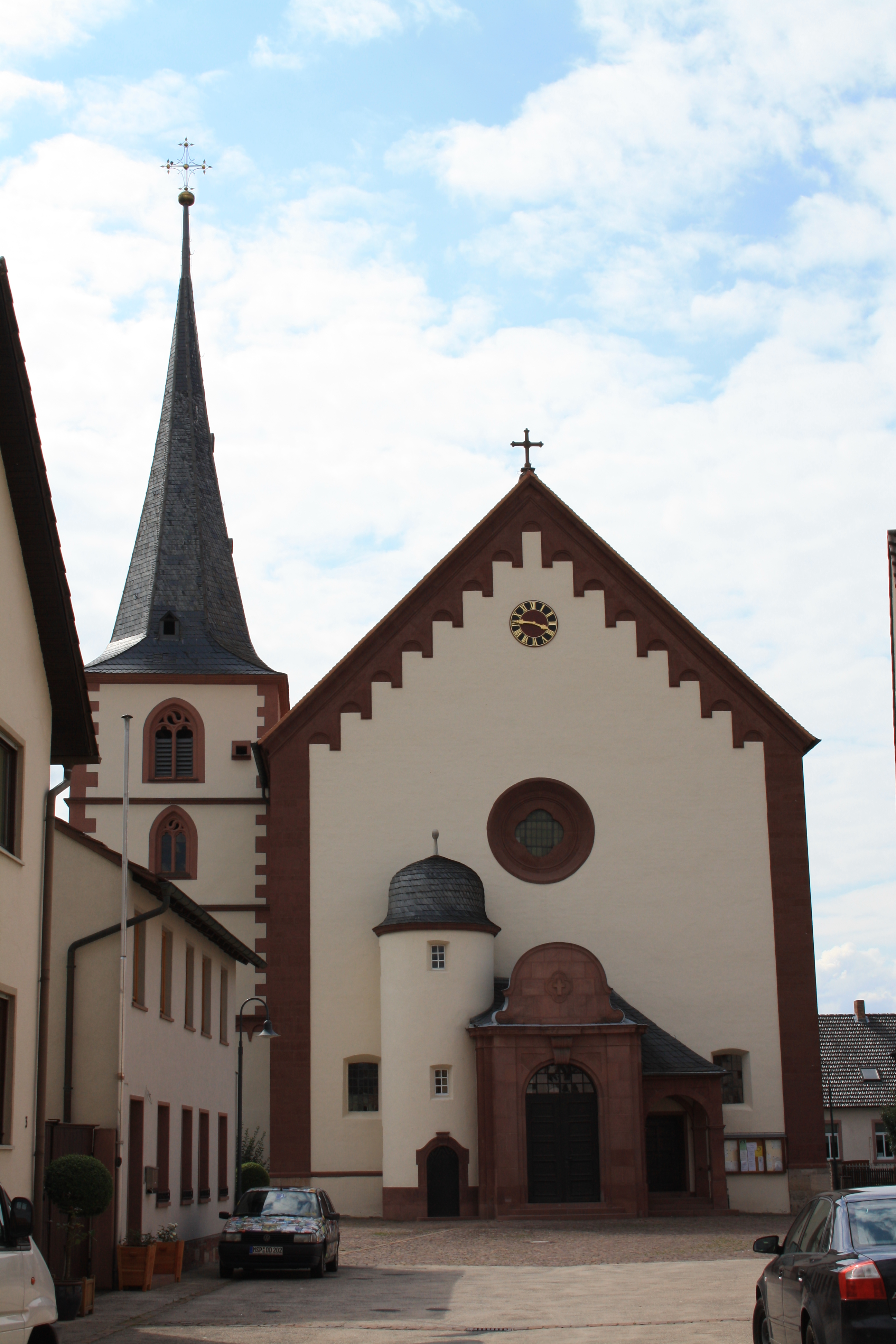
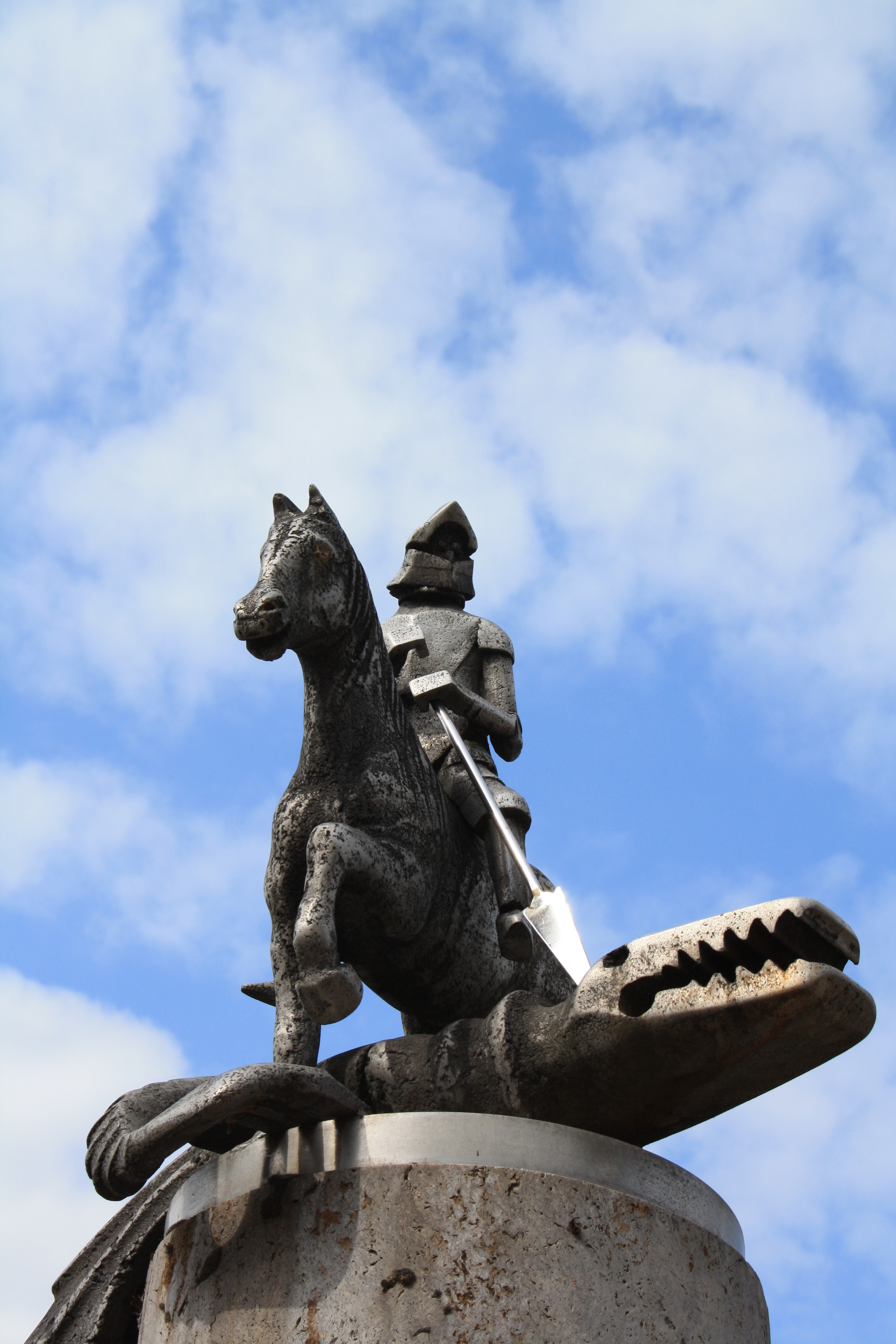